# Feakle
Feakle (iriska: An Fhiacail) är en ort i republiken Irland.   Den ligger i grevskapet An Clár och provinsen Munster, i den centrala delen av landet, 170 km väster om huvudstaden Dublin. Feakle ligger 78 meter över havet och antalet invånare är 113.
Terrängen runt Feakle är kuperad åt nordost, men åt sydväst är den platt. Terrängen runt Feakle sluttar söderut. Runt Feakle är det glesbefolkat, med 11 invånare per kvadratkilometer. Närmaste större samhälle är Gort, 19,5 km nordväst om Feakle. Trakten runt Feakle består i huvudsak av gräsmarker.